# Sha Money XL
Майкл Джин Клервуа (нар. 11 лютого 1976), професійно відомий як Sha Money XL, — американський ді-джей, автор пісень, продюсер і музичний менеджер із Нью-Йорка .

## Кар'єра
Клервуа був продюсером 50 Cent і засновником Teamwork Music Inc. Після того, як Interscope надав 50 Cent власний лейбл у 2003 році, Sha Money XL був президентом G-Unit Records до 2007 року. Потім він був віце-президентом A&R у Def Jam у травні 2010 року та продюсував Live from the Underground Big KRIT. Станом на  2015  він є виконавчим директором Epic Records.
Він продюсував багато синглів для таких виконавців, як Slim Thug, Cormega, Snoop Dogg, Busta Rhymes, Young Buck, Lloyd Banks, Scarface, Eminem та Yo Gotti. Він також продюсував кілька треків на посмертному альбомі Тупака Шакура Pac's Life.

## Дискографія продакшну

### 1997
Royal Flush - Ghetto Millionaire
- 08. "Conflict" (з участю Wastlanz)

### 1999
Brixx - Everything Happens for a Reason
- 07. "Can't Outplay Us"

### 2000
Half a Mill - Milíon
- 12. "Ghetto Girl"

50 Cent - Power of the Dollar
- 15. "You Ain't No Gangsta"

### 2001
Tragedy Khadafi - Against All Odds
- 03. "Crime Nationalists" (з участю Headrush Napoleon і Tasha Holiday)
- 06. "Bing Monsters" (з участю Ja Rule і Headrush Napoleon)
- 11. "Say Goodbye" (з участю Killah Shah і Dave Bing)

Beanie Sigel - The Reason
- 11. "Tales of a Hustler" (з участю Omillio Sparks)

Cormega - The Realness
- 10. "Get Out My Way"

### 2002
50 Cent - Guess Who's Back?
- 06. "50 Bars"

G-Unit - 50 Cent Is the Future
- 16. "Bad News"

G-Unit - No Mercy, No Fear
G-Unit - God's Plan

### 2003
Lil' Kim - La Bella Mafia
- 12. "Magic Stick" (з участю 50 Cent) (спільно з Haas G)

50 Cent - Get Rich or Die Tryin'
- 06. "High All the Time" (спільно з DJ Rad та Eminem)
- 13. "Poor Lil' Rich" (спільно з Eminem)

Tragedy Khadafi - Still Reportin'...
- 08. "Walk wit Me (911")

G-Unit - Beg for Mercy
- 14. "Beg for Mercy" (спільно з Big-Toni)

Juvenile - Juve the Great
- 13. "Juve the Great" (спільно з Black Jeruz)

### 2004
Lloyd Banks - The Hunger for More
- 08. "If You So Gangsta" (спільно з Chad Beatz)
- 11. "When the Chips Are Down" (спільно з Black Jeruz)

Young Buck - Straight Outta Cashville
- 02. "Do It Like Me" (спільно з Chad Beatz)
- 15. "DPG-Unit" (з участю 50 Cent, Daz Dillinger, Lloyd Banks, Snoop Dogg & Soopafly) (спільно з Black Jeruz) (United Kingdom and Japan Bonus Track)

Snoop Dogg - R&G (Rhythm & Gangsta): The Masterpiece
- 07. "Snoop D.O. Double G" (спільно з Black Jeruz)
- 14. "Oh No" (з участю 50 Cent) (спільно з Ron Browz)

### 2005
Cormega - The Testament
- 05. "Angel Dust"

50 Cent - The Massacre
- 03. "This is 50" (спільно з with Black Jeruz)

Junior M.A.F.I.A. - Riot Musik
- 14. "Do da Damm Thing" (з участю Aja)

Slim Thug - Already Platinum
- 11. "The Interview" (спільно з Black Jeruz)

Tony Yayo - Thoughts of a Predicate Felon
- 04. "Tattle Teller" (спільно з Black Jeruz)

Various Artists - Розбагатій або помри (саундтрек)
- 03. "Things Change" (з участю Spider Loc, 50 Cent & Lloyd Banks) (produced with Black Jeruz)
- 13. "You a Shooter" (з участю Mobb Deep & 50 Cent)

### 2006
Mobb Deep - Blood Money
- 02. "Put 'Em In Their Place" (produced with Havoc & Ky Miller)

Lloyd Banks - Rotten Apple
- 01. "Rotten Apple" (з участю 50 Cent & Prodigy) (спільно з Havoc)
- 07. "Help" (з участю Кері Гілсон) (спільно з Ron Browz)
- 17. "Life" (з участю Spider Loc) (спільно з Chad Beatz) (United Kingdom Bonus Track)

Lil Scrappy - Bred 2 Die - Born 2 Live
- 13. "Baby Daddy" (спільно з Ky Miller)

### 2007
50 Cent - Bulletproof
- 01. "Maybe We Crazy"
- 02. "When You Hear That" (з участю Tony Yayo)
- 03. "I'm a Rider"
- 04. "Simply the Best"
- 05. "Pimpin', Part 2"
- 06. "Not Rich, Still Lyin' (The Game Diss)"
- 07. "Why They Look Like That"
- 08. "Come and Get You"
- 09. "I Warned You"
- 10. "I Run NY" (з участю Tony Yayo)
- 11. "Grew Up"
- 12. "South Side"
- 13. "Why Ask Why"
- 14. "Hit You Ass Up" (з участю Tony Yayo і Lloyd Banks)
- 15. "G-Unit Radio" (з участю DJ Whoo Kid)
- 16. "Window Shopper (Remix)" (з участю Mase)
- 17. "Movie Trailer"
- 18. "Best Friend (Remix)" (з участю Olivia)

Gorilla Zoe - Welcome to the Zoo
- 15. "Last Time I Checked" (produced with Canei Finch)

### 2008
Scarface - Emeritus
- 12. "Unexpected" (featuring Wacko) (produced with Young Cee)

### 2010
Stat Quo - Statlanta
- 03. "Ghetto USA" (featuring Antonio McLendon)

### 2014
Bobby Shmurda - Shmurda She Wrote
- 05. "Wipe The Case Away" (featuring Ty Real)

### 2015
Mac Miller - GO:OD AM
- 05. "100 Grandkids" (produced with ID Labs)

### 2016
Domo Genesis - Genesis
- 02. "One Below" (produced with G Koop)

## Особисте життя
Клервуа, який має гаїтянське походження, приєднався до заходів з надання допомоги через рік після землетрусу на Гаїті 2010 року, який досі залишив багатьох людей бідними та бездомними, надсилаючи гроші, їжу та одяг до Порт-о-Пренса, а також його рідне місто матері Лімбе. Він прагнув створити гаїтянський хіп-хоп EP у співпраці з креольськими гаїтянськими реп-зірками, такими як Сека Конса та іншими.
Він  є двоюрідним братом DJ Whoo Kid.